# 旭町の大いちょう
旭町の大いちょう（あさひちょうのおおいちょう）は、栃木県宇都宮市中央一丁目にある、イチョウの巨木。地域では単に大いちょうとも称する。宇都宮城三の丸跡に位置し、2020年（令和2年）現在の樹齢は約400年と推定される。市街地の半分を焼失した宇都宮空襲で被災したものの、翌春には芽吹いたことから、宇都宮のシンボルないし宇都宮の復興のシンボルと称されている。

## 樹勢
栃木県宇都宮市中央一丁目9番8号、中央通り（シンボルロード）といちょう通りが交差する地点の北西角の土塁上にある。この土塁は宇都宮城の三の丸と百間堀の境界に当たり、土塁が周囲の道路より3 mほど高いことから、当時の土塁の大きさを窺うことができる。旭町の大いちょうの「旭町」とは旧町名であり、中央一丁目に町名が変更されて以降も、旧町名のまま呼ばれている。
「宇都宮七木」の1つに数えることもあるが、数えないこともある。いずれにせよ、宇都宮市の名木の1本であることは間違いなく、宇都宮市指定天然記念物である。
樹高は33 m、枝の張り出しは東西方向に10 m、南北方向に13 mに及び、幹回りは6.2 m、目通り直径（人間の目の高さでの太さ）は4.6 mに達する。落葉樹であるため、冬季は全く葉がない状態になるが、夏には枝いっぱいに葉が生い茂る。秋になると、銀杏の種子が鈴なりに実る。熟した銀杏は落下して周囲を埋め尽くし、これを拾い集めに来る人も多い。集まる市民は、主に晩酌のお供とするために銀杏を集め、人目を忍んで早朝を狙う人、手に臭いが付かぬよう軍手を装備する人など多様である。また、大いちょうの保護活動を行う保存会の高齢者が毎朝集まって、清掃している。
樹齢は1986年（昭和61年）発行の資料に約400年と記されているが、2020年（令和2年）現在でも「約400年」のまま更新されていない。宇都宮の市街は戦争で2度焼失した上、一旦すべての堀が埋め立てられたという歴史があるため、宇都宮城があった頃から残る数少ない現存物の1つとなっている。

## 歴史

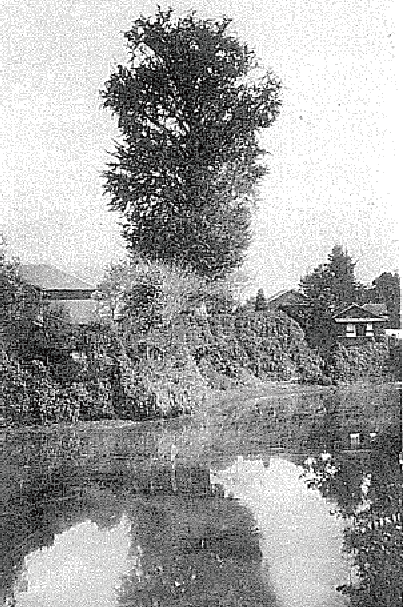
明治時代末期の大いちょう
宇都宮城の堀が残っていたのが分かる。

樹齢から推定すると、江戸時代初期に宇都宮に入封した本多正純が城下町を整備していた頃に植樹されたものと考えられ、宇都宮城釣天井事件の頃には確実に存在していたと見られる。しかしながら、大いちょうの植樹に関する文献史料は確認されておらず、詳細は不明である。
慶応4年4月19日（グレゴリオ暦：1868年5月11日）、戊辰戦争に伴う宇都宮城の戦いで江戸幕府側の攻撃と宇都宮藩自らの放火で宇都宮の街は広範囲に炎上し、同年23日（グレゴリオ暦：5月15日）にも新政府側の奪回作戦により街は大きな被害を受けた。この時、宇都宮城や宇都宮二荒山神社は焼失し、大いちょうも被弾した。その弾痕が幹に付いたという話があるものの、確認することはできない。大正時代には害虫の発生で、一時枯死寸前に陥ったが、1925年（大正14年）に予防保護策がとられ、命をつないだ。
1945年（昭和20年）7月12日夜、宇都宮市はアメリカ軍のB-29による空爆を受け、600人以上が死亡し、市街地の半分を焼失した。この時、大いちょうも焼け焦げ、ほとんどの枝を失い、無惨に立ち枯れた姿をさらしたため、多くの市民は枯死するだろうと考えた。ところが翌1946年（昭和21年）の春に残された枝から新芽が芽吹き、戦争で傷ついた市民の心を奮い立たせた。黒く焼け焦げながらも新緑をまとい、焼け野原に1本だけ立つ姿が、市民に勇気と希望を与えたのであった。これ以降、自治会の有志が大いちょう保存会を設立して草刈りや落ち葉清掃を通して木を保護する活動を継続し、親から子へ大いちょうの物語を語り継ぐようになった。
1957年（昭和32年）10月4日、宇都宮市は「旭町の大いちょう」の名で市の天然記念物に指定した。1959年（昭和34年）には大いちょう前を通るいちょう通りの拡幅工事が完了し、幅の広い道路となった。隣接地にビルの建設が決まった際には、一部の枝の伐採が危惧されたが、ビルのオーナーの厚意により免れた。1998年（平成10年）、栃木県建築士会宇都宮支部が大いちょうのライトアップを実施した。これ以降、イルミネーションが宇都宮の冬の風物詩として定着した。宇都宮市立一条中学校では2009年（平成21年）より宇都宮空襲に関する授業を契機に「大いちょうプロジェクト」を立ち上げ、市内の小学校で大いちょうの歴史を伝えるとともに、大いちょうから採取した銀杏を育てて苗木を作り、植樹するという活動を開始した。2011年（平成23年）からは、大いちょうプロジェクトを実践した教諭が宇都宮市立旭中学校へ転任したことにより、旭中学校でも大いちょうプロジェクトを行うようになった。
2011年（平成23年）3月11日の東北地方太平洋沖地震では、宇都宮市で震度6強を観測し、9人が負傷、251棟が全半壊する被害が発生した。大いちょうへの被害はなかったが、無事であるか栃木県外からも確認に訪れる人も存在した。凛とした立ち姿を東日本大震災からの復興への力とすべく、市は同年6月に大いちょうを「愉快市長」に任命した。

## シンボルとして

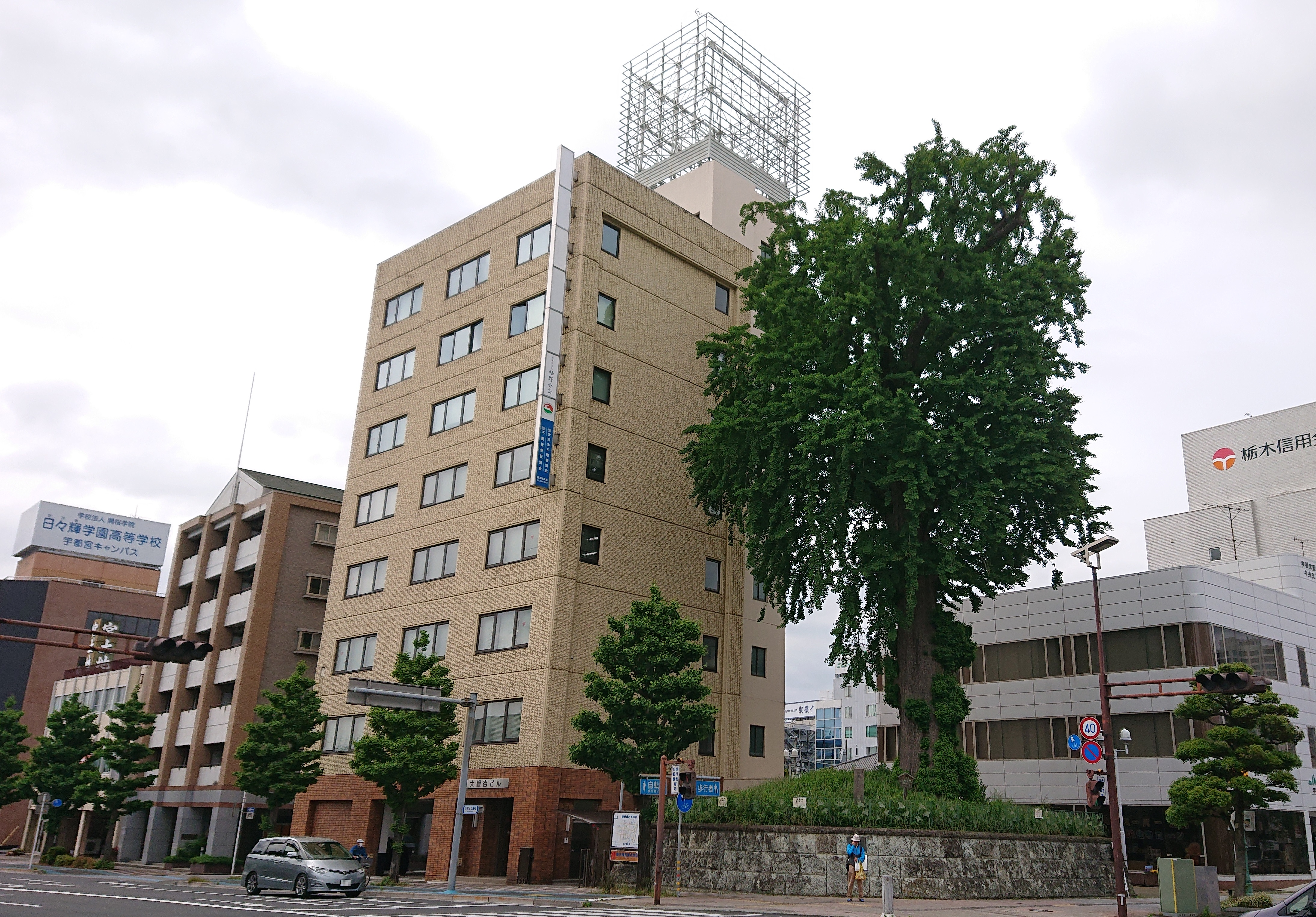
大いちょうと大銀杏ビル（左）

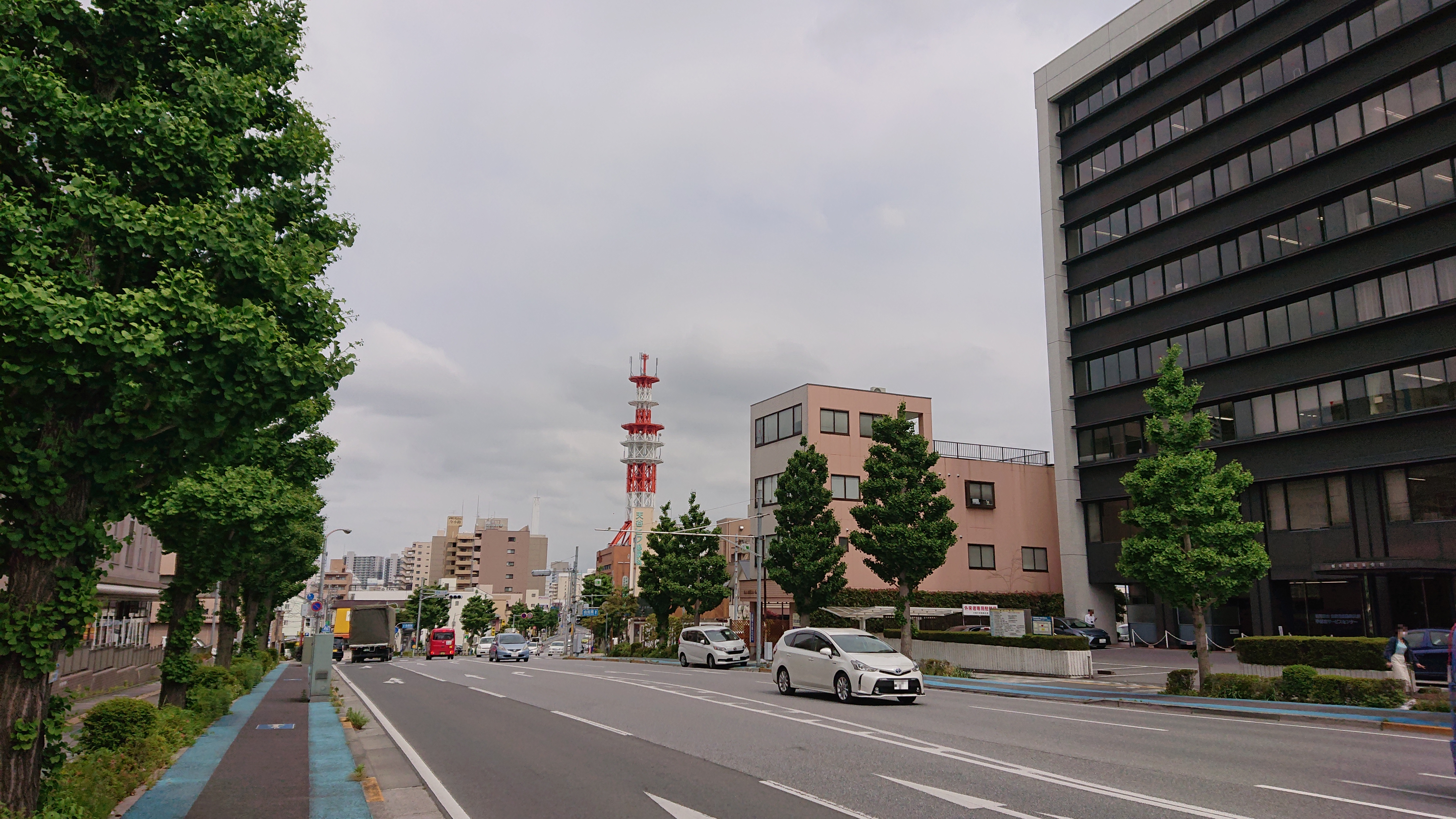
いちょう通り（栃木県産業会館前）

### 宇都宮市といちょう
宇都宮市が人口50万人を超える都市となり、周辺がビル街となっても、大いちょうは樹勢を保っており、宇都宮市のシンボルであり続けている。
宇都宮市の木はイチョウである。これは1986年（昭和61年）に市制90周年記念事業の一環で市の木を制定する際に行われた公募において、2位以下に圧倒的な差を付けてイチョウが最多数を集めたことが理由であり、大いちょうが市民から親しまれていることを示す結果となった。
「カクテルのまち」として売り出している宇都宮市では、宇都宮カクテル倶楽部が大いちょうをイメージした「ビッグツリー」というオリジナルカクテルを考案した。

### いちょう通り
大いちょうの前を東西に通る道路はいちょう通りと名付けられている。この通りは別名「南大通り」といい、正式名称は宇都宮市道4号である。総延長は1.45 kmで、183本の街路樹が立ち並ぶ。今日では幅の広い通りであるが、1959年（昭和34年）に拡幅されるまでは自動車が1台通り抜けるのがやっとという狭い道であった。
いちょう通りの区間は、松が峰1丁目交差点から南大通り4丁目交差点までであり、沿線にはNHK宇都宮放送局、栃木県産業会館、宇都宮中央郵便局、NTT中河原ビルのほか、大銀杏ビル、トラスティ大銀杏ビル、大銀杏法律事務所など大いちょうにちなんだ施設がある。
1998年長野オリンピックの際には、栃木県区間の聖火リレーコースに選ばれ、2015年（平成27年）9月20日には、通りを封鎖して映画『シン・ゴジラ』のロケーション撮影が行われた。

## 周辺
大いちょうの周辺には宇都宮農業協同組合中央支所や宇都宮市役所、カトリック松が峰教会、宇都宮城址公園がある。大いちょう専用の駐車場はなく、周辺は駐停車禁止であるが、近隣に有料駐車場がある。公共交通機関を利用する場合、東武宇都宮線東武宇都宮駅から徒歩5分である。JR宇都宮駅からは、関東バスに乗車し、県庁前バス停で下車し、徒歩約6分である。